# Mulan (2020)
Mulan é um filme estadunidense de 2020, dos gêneros fantasia, aventura, drama, guerra e ação, dirigido por Niki Caro com o roteiro de Elizabeth Martin, Lauren Hynek, Rick Jaffa e Amanda Silver, e produzido pela Walt Disney Pictures. É uma adaptação em live-action do filme de animação homônimo da Disney de 1998, que por sua vez é uma adaptação da lenda chinesa de Hua Mulan. O filme é estrelado por Liu Yifei como a personagem-título e conta também com os atores Donnie Yen, Tzi Ma, Jason Scott Lee e Jet Li.
O filme teria uma grande estreia mundial nos cinemas agendada para 27 de março de 2020, que veio a ser adiada nos Estados Unidos diversas vezes e depois cancelada por conta da decorrente pandemia de COVID-19. Em setembro do mesmo ano, o filme foi lançado através do Disney+ nos países em que o serviço de streaming está disponível e também contou com uma estreia nos cinemas nos países que permitiram a reabertura gradual de salas de cinema durante a pandemia. Mulan recebeu observações positivas de críticos que elogiaram as sequências de ação, figurino e as performances.
No dia 16 de agosto de 2019, após a atriz Liu Yifei, protagonista do filme, declarar publicamente seu apoio aos policiais acusados de agirem brutalmente contra manifestantes pró-democráticos em Hong Kong, um grupo de pessoas sugeriu que o filme sofresse um boicote. A notícia se espalhou rapidamente pelo Twitter e logo tomou conta de toda a internet. Posteriormente, em setembro de 2020, após o lançamento do filme no Disney+ e um pouco antes da estreia nos cinemas na China, a pressão por um boicote ao filme aumentou na internet pelo fato de parte do filme ter sido filmado na região de Xinjiang, onde ocorreram violações de direitos humanos.

## Sinopse
Durante a China Imperial, uma invasão dos Rouranos leva a uma conscrição de um homem de todas as famílias para combatê-los. Temendo pela vida de seu pai idoso, Fa Mulan se disfarça de homem para tomar seu lugar no exército.

## Elenco
- Liu Yifei como Fa Mulan: Filha mais velha do lendário soldado Hua Zhou que desafia a tradição milenar e a lei de seu povo ao se disfarçar como homem no Exército Imperial, protegendo seu pai doente.
- Donnie Yen como Comandante Tung: O severo e respeitado comandante do Exército Imperial e mentor de Mulan. É baseado no personagem Li Shang do filme animado.
- Gong Li como Xianniang: Uma poderosa feiticeira cujas habilidades incluem assumir a forma de outros seres humanos. Por seu domínio de magia antiga, tem seu lugar rejeitado na corte chinesa e alia-se a Bori Khan sob promessa de ser aceita em uma nova era. Personagem introduzido nesta nova adaptação, tem paralelos com o personagem Hayabusa do filme animado.[8]

- Jet Li como O Imperador: O sábio e benevolente líder do povo chinês que, para combater a ameaça de invasores do Norte, ordena a mobilização de tropas do Exército Imperial com o alistamento de um homem de cada família.[9][10]

- Jason Scott Lee como Bori Khan: Um guerreiro habilidoso e líder dos Rouranos que busca vingança do Imperador da China pela morte de seu pai. É baseado no personagem Shan Yu, antagonista do filme animado.[11]

- Yoson An como Chen Honghui: Um confiante e ambicioso recruta que faz parte da unidade comandada por Tun e cria uma grande admiração por Mulan. É baseado no personagem Li Shang do filme animado.

- Ron Yuan como Sargento Qiang: O fiel subordinado de Comandante Tung no Exército Imperial.

- Tzi Ma como Hua Zhou: Pai de Mulan e um respeitado veterano de guerra, conclamado pelo Exército Imperial contra os invasores do Norte apesar de sua saúde frágil.

- Jimmy Wong como Ling: Um recruta da unidade do Exército Imperial comandada por Tung.[12]

- Doua Moua como Chien-Po: Um recruta da unidade do Exército Imperial comandada por Tung.[12]

- Chen Tang como Yao: Um recruta da unidade do Exército Imperial comandada por Tung.[12]

- Nelson Lee como O Chanceler: Mais importante conselheiro do Imperador da China que emite um decreto convocando cada homem de uma família chinesa na guerra contra a invasão dos povos do Norte. É baseado no personagem Chi-Fu do filme animado.[13]
- Cheng Pei-pei como A Casamenteira, uma mulher severa e imponente que é responsável por arranjar casamentos e julga de forma desagradável noivas em potencial, especialmente Mulan.[14]
  - Cheng reprisou seu papel na dublagem do filme em mandarim.[15]

Ming-Na Wen, que fez a voz de Mulan na animação, aparece no final do filme apresentando a personagem ao imperador.

## Produção

### Desenvolvimento

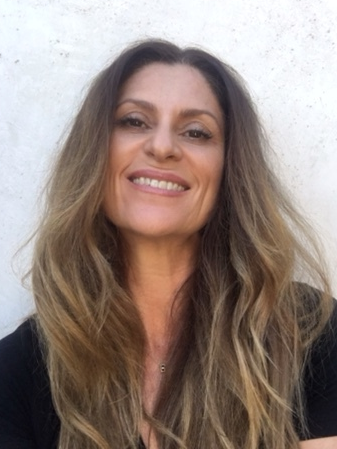
A cineasta neozelandesa Niki Caro tornou-se a segunda mulher a dirigir uma produção da Disney, após Ava DuVernay em A Wrinkle in Time. Com orçamento de 200 milhões de dólares, o filme também é o mais caro já dirigido por uma mulher.

Por várias vezes nos anos recentes, a Walt Disney Pictures manifestou o interesse em realizar uma adaptação live action do filme de animação Mulan, de 1998, estrelando Zhang Ziyi e com a provável direção de Chuck Russell. Os planos para uma adaptação se tornaram mais concretos a partir de 2010, mas o projeto nunca foi levado a cabo.
Em 30 de março de 2015, o jornal The Hollywood Reporter informou que a companhia havia dado início a produção da adaptação tendo Chris Bender e J. C. Spink como produtores e Elizabeth Martin e Lauren Hynek como roteiristas. Em 4 de outubro de 2016, foi anunciado que Rick Jaffa e Amanda Silver iriam reescrever o roteiro combinando a lenda original chinesa com elementos do filme animado de 1998, enquanto Jason T. Reed se juntaria a equipe de produtores. Foi anunciado que o novo filme não teria as canções da animação de 1998, o que gerou críticas dos fãs da animação. Em 15 de janeiro de 2020, a diretora do filme, Niki Caro, explicou que as canções da animação foram retiradas porque a ideia do novo filme é ser mais realista: "Voltando a questão do realismo, não tendemos a cantar quando entramos em guerra. Não que eu esteja dizendo algo contra a animação. As músicas são brilhantes e se eu pudesse encaixá-las ali, eu faria. Mas honramos a música da animação de uma maneira muito significativa". Algumas das canções da animação acabaram sendo usadas no novo filme em suas versões instrumentais. Em 27 de fevereiro de 2020, o produtor Reed disse que o personagem Mushu, coadjuvante do filme animado e dublado por Eddie Murphy, foi retirado da nova adaptação devido a sua baixa receptividade pelo público chinês. Reed também afirmou que, ao contrário do filme original, os produtores se basearam em várias outras adaptações da lenda chinesa alegando que "o público tradicional da Disney e o público de ascendência asiática viam o filme de uma maneira, e o público chinês na China via o filme de uma maneira muito diferente", os cineastas "tentaram se certificar de que estavam atingindo ambos os públicos".

### Seleção do elenco
Devido a intensas críticas sofridas por filmes estadunidenses pela alegada prática de embranquecimento no cinema, Mulan esteve sobre intensa observação desde a divulgação de que a Disney realizaria uma nova adaptação. Uma petição motiva por internautas intitulada "Tell Disney You Don't Want A Whitewashed Mulan!" ("Diga a Disney que não queremos uma Mulan embranquecida", em tradução livre) recebeu mais de 100 mil assinaturas virtuais. Em 4 de outubro de 2016, a empresa anunciou que estava realizando uma busca global pela atriz a interpretar a personagem-título. Uma equipe de cineastas visitou diversos países do globo e examinou cerca de 1.000 atrizes para o papel, exigindo que a atriz ideal tivesse consideráveis habilidade em artes marciais, Inglês fluente e reconhecimento mundial.
Em 29 de novembro de 2017, a atriz sino-estadunidense Liu Yifei foi confirmada como a protagonista da nova produção. O fato foi amplamente celebrado como um triunfo da diversidade étnica nas produções da Disney. Outros anúncios do elenco de Donnie Yen, Gong Li, Jet Li, e Xana Tang foram feitos em abril de 2018, Utkarsh Ambudkar e Ron Yuan em maio, Yoson An e Chum Ehelepola em junho, Jason Scott Lee em julho, Tzi Ma, Rosalind Chao, Cheng Pei-pei, Nelson Lee, Jimmy Wong e Doua Moua em agosto, e Chen Tang em setembro.

### Direção
Primeiramente, a Disney buscava a contratação de um cineasta asiático para o filme. A empresa considerou Ang Lee, cineasta taiwanês vencedor do Oscar de Melhor Diretor por Brokeback Mountain e Life of Pi em 2006 e 2013, respectivamente. A imprensa estadunidense mencionou que Lee foi contactado e recusou a oferta em 12 de outubro de 2016. De acordo com a matéria publicada em 22 de novembro do mesmo ano, Lee concordava na contratação de um cineasta asiático para o longa, mas não assumiria a responsabilidade por estar envolvido na divulgação de Billy Lynn's Long Halftime Walk. Em seguida, a Disney entrou em contato com Jiang Wen sem conclusões. Finalmente, em 14 de fevereiro de 2017, a cineasta neozelandesa Niki Caro foi anunciada como nova diretora do filme, sendo a segunda mulher a dirigir uma produção da Disney com orçamento acima de 100 milhões de dólares, depois da direção de Ava DuVernay em A Wrinkle in Time.

### Filmagens
A produção principal começou em 13 de agosto de 2018 em diferentes locais na Nova Zelândia e na China.
Parte do filme foi filmado na região chinesa de Xinjiang. Isso gerou críticas pelo fato da região ser um local onde ocorreram violações de direitos humanos. Depois que essas críticas surgiram no exterior, o governo chinês chegou a proibir parte da imprensa local de cobrir a estreia de Mulan na China, para evitar chamar a atenção para controvérsias políticas em torno do filme. Christine McCarthy, uma das diretoras da Disney, falou em resposta às críticas que o filme foi filmado quase completamente na Nova Zelândia e que as filmagens na China foram um esforço para retratar algumas das paisagens e geografias únicas do país.

## Lançamento

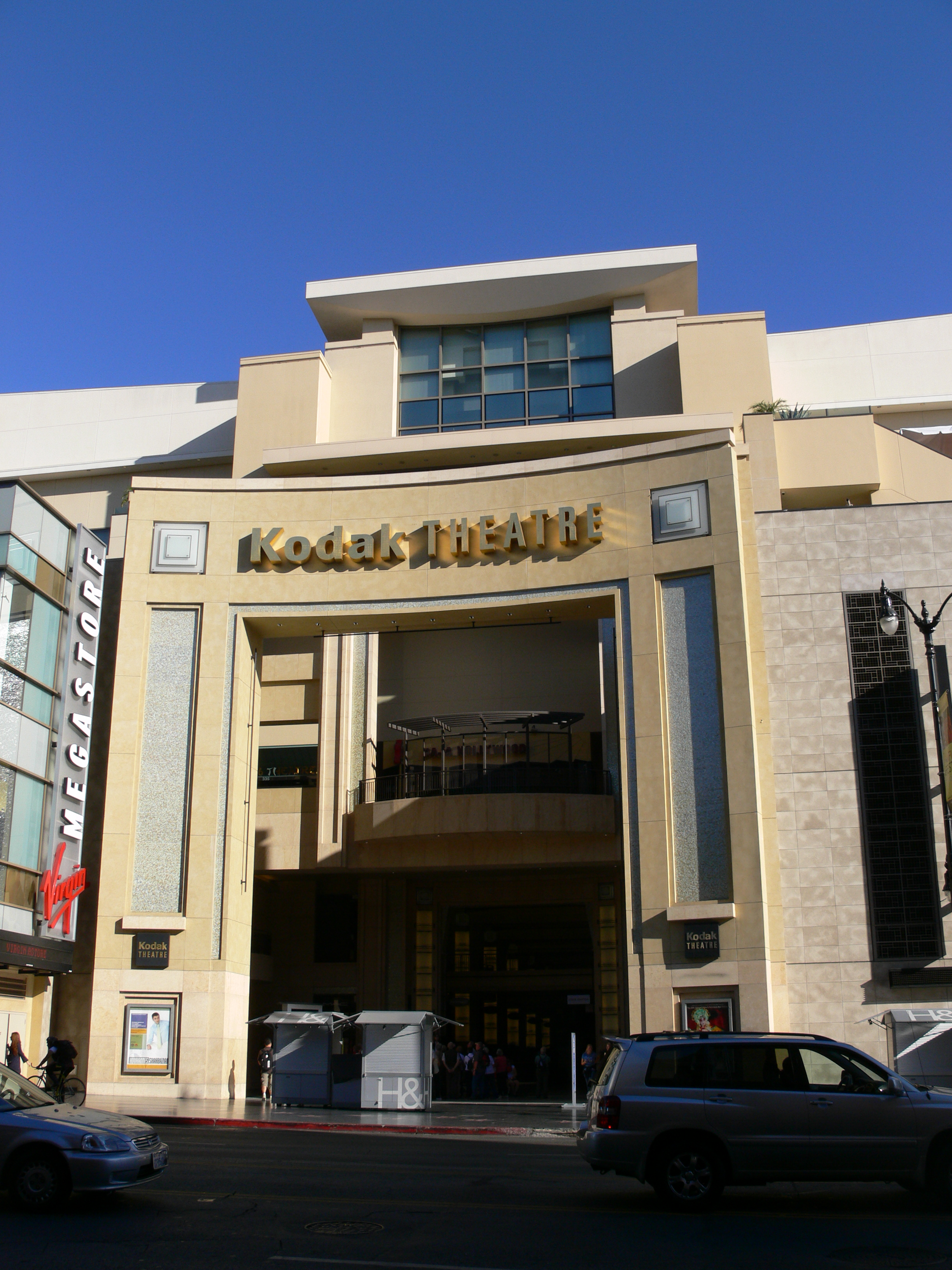
Teatro Dolby, em Hollywood, local da première internacional de Mulan. No entanto, o filme sofreu vários adiamentos posteriores por conta da pandemia de COVID-19.

A première mundial de Mulan ocorreu no Teatro Dolby, em Hollywood, em 9 de março de 2020. A atriz Naomi Scott, que fez a Princesa Jasmine em Aladdin, compareceu a première e tirou fotos com a atriz Liu Yifei, protagonista de Mulan. O filme estava agendado para uma estreia em 2 de novembro de 2018, que veio a ser cancelada em detrimento de The Nutcracker and the Four Realms. A produção foi, então, reagendada para lançamento nos cinemas em 27 de março de 2020, antes de ter seu lançamento definitivamente suspenso por conta da pandemia de COVID-19. O filme foi projetado para ser lançado em 24 de julho do mesmo ano, assumindo a antiga data de estreia de Jungle Cruise e, então, foi adiado novamente para 21 de agosto. Em 23 de julho, o filme foi removido do calendário de lançamentos sem novas previsões.
Em 4 de agosto de 2020, a Disney anunciou que cancelaria o lançamento tradicional do filme nos Estados Unidos e o lançaria no seu serviço de streaming Disney+ em 4 de setembro de 2020. O lançamento também ocorreu nos outros países que tinham o serviço disponível, já que em muitos lugares os cinemas ainda estavam fechados por causa da pandemia. Mulan ficou disponível para aquisição na plataforma até 2 de novembro de 2020 pelo valor de U$ 29,99, antes de ser disponibilizado para todos os assinantes em 4 de dezembro de 2020. Sobre o valor de aquisição do filme, o então presidente da Disney Bob Chapek afirmou: "Estamos tentando estabelecer uma janela de acesso ao lançamento para capturar o investimento sobre o filme." Na França, o dono de um cinema em Paris gravou um vídeo destruindo um banner de Mulan, em protesto contra o lançamento do filme no Disney+.
O filme ainda foi lançado nos cinemas dos países que não tinham o serviço do Disney+ e que reabriram as salas de cinema durante a pandemia de COVID-19. Na China, o filme foi lançado nos cinemas em 11 de setembro de 2020.

## Recepção

### Vendasonline
A revista estadunidense Variety estimava que Mulan precisaria de 8,4 milhões de compradores virtuais para ser considerado um sucesso comercial. Na semana do lançamento do filme, a plataforma de streaming Disney+ registrou 68% a mais de downloads do que as vendas da semana anterior, em comparação aos 72% de Hamilton no mês de julho. Após a semana de estreia, a Business Insider divulgou que o filme havia sido assistido por 1 milhão de pontos de acesso (incluindo aqueles conectados por aparelhos televisores), o que resultaria em 33,5 milhões de dólares em lucros para a companhia.
Em 4 de novembro de 2020, a Variety informou que Mulan foi o sexto título mais assistido nos serviços de streaming em 2020 até aquele momento. Em 12 de novembro de 2020, o então presidente da Disney, Bob Chapek, disse que o desempenho do filme no Disney+ foi satisfatório. Porém, ainda assim, teria sido abaixo do esperado.

### Bilheteria nos cinemas
Mulan arrecadou 5,9 milhões de dólares em nove diferentes países durante sua semana de estreia, incluindo 1,2 milhão na Tailândia e 700 mil em Singapura, ambos países em que o filme é a maior estreia do ano. Mulan também arrecadou 800 mil nos Emirados Árabes Unidos e Arábia Saudita. Na sua segunda semana de exibição, o filme somou 29 milhões de dólares em 17 países, incluindo 1,8 milhão na Rússia e sendo o filme mais assistido na Ucrânia, Hungria e África do Sul.
Devido a diversos fatores, incluindo a óbvia representação asiática em filmes de grande sucesso, o lançamento anterior do filme através das plataformas digitais, o fato da estreia nos cinemas na China ter sido anunciada apenas alguns dias antes (dando assim poucas chances de construir uma forte campanha de marketing no país) e de parte da imprensa local não ter coberto a estreia do filme por causa da polêmica em torno das filmagens em Xinjiang , Mulan teve o seu desempenho muito prejudicado no mercado chinês. O filme arrecadou 23,2 milhões de dólares na semana de estreia no país, números considerados baixos e, no entanto, 23% mais rentável do que Aladdin, lançado um ano antes. Em seu segundo final de semana na China, o filme obteve apenas 6,5 milhões de dólares, uma queda de 72% em relação a primeira semana.
Por causa principalmente da pandemia de COVID-19, que afastou muitas pessoas das salas de cinema e chegou a fechar completamente os cinemas de muitos países, a bilheteria de Mulan nos cinemas foi muito afetada e terminou sendo de U$ 69,9 milhões.

### Recepção crítica
No site Rotten Tomatoes, o filme mantém taxa de aprovação de 75% baseada em 253 análises, com média de 6,8/10. O consenso crítico do site afirma que "o filme poderia ter contado sua história clássico com maior profundidade, porém a adaptação live action de Mulan é uma maravilha visual que serve como uma renovação enérgica ao seu predecessor." No site Metacritic, o filme possui média avaliativa de 76/100, baseada em 51 análises, indicando "críticas majoritariamente positivas".
Richard Roeper, do Chicago Sun-Times concedeu ao filme 3,5 de 4 estrelas, elogiando "o elenco refinado, ação excitante e visuais espetaculares" e escreveu que "é um belo filme, com maravilhosos cenários e ação deslumbrante e cores tão vibrantes que poderiam impressionar uma fábrica da Crayola, ainda será bem exibido em nossos monitores. Há ótimos tons de laranja e magenta, azul e amarelo, é como se estivéssemos vendo tais cores pela primeira vez." Kate Erbland, da revista IndieWire, deu ao filme uma nota "B+", considerando-o "uma ação marcante que marca seu próprio caminho" e acrescentou que "Mulan talvez seja o melhor exemplo de como unir o original com o novo."